# Afrocriotettix nigellus
Afrocriotettix nigellus är en insektsart som först beskrevs av Bolívar, I. 1887.  Afrocriotettix nigellus ingår i släktet Afrocriotettix och familjen torngräshoppor. Inga underarter finns listade i Catalogue of Life.